# Kebelie
Kebelie (amh. ቀበሌ, k’ebelē) – najmniejsza z jednostek podziału terytorialnego w Etiopii, grupująca kilka sąsiednich miejscowości lub odosobnione pojedyncze ośrodki osadnicze. Wchodzi w skład ueredy lub dystryktu, będących z kolei częściami stref, pogrupowanych w kyllyle zgodnie z podziałem etniczno-językowym.